# Dorothy Gale
Dorothy Gale (Dorothée Gale en français) est un personnage de fiction de l'univers imaginaire d'Oz, inventé par l'auteur  américain L. Frank Baum. Elle apparaît dès son premier roman, The Wonderful Wizard of Oz (1900), et réapparaît dans nombre de ses suites. Elle est aussi le personnage principal de l'adaptation cinématographique, The Wizard of Oz, réalisée par Victor Fleming en 1939. Dans ce film, elle est incarnée par Judy Garland. Dorothy est aussi interprétée dans la série Once Upon a Time par Teri Reeves dans la saison 5 avec Toto (épisodes 16 et 18 : personnages récurrents), elle est aussi interprétée en enfant par Matreya Scarrwener dans la saison 3 (épisode 20)  et par Fairuza Balk dans Oz, un monde extraordinaire.

## Dans les romans de Frank Baum etRuth Plumly Thompson
Dorothy apparaît comme une jeune orpheline innocente élevée par son oncle et sa tante dans une ferme du Kansas, accompagnée d'un petit chien appelé Toto. Elle est aspirée dans une tornade (cyclone dans les premières traductions) l'emmenant dans le pays d'Oz, un pays de rêve.
Dans le sixième tome de Frank Baum, The Emerald City of Oz, elle emmène sa famille dans le pays d'Oz pour y devenir la Princesse d'Oz.

## Dans les autres romans
Dans le roman de Gregory Maguire, Wicked (1995), Dorothy apparaît seulement à la fin du roman. Son innocence et son désir inconsolable de rentrer chez elle au Kansas trouble profondément le personnage principal, Elphaba.